# 彩木咲良
彩木 咲良（あやき さくら、2002年3月26日 - ）は、日本のタレント、女優、アイドル、シンガーソングライター。女性アイドルグループたこやきレインボーの元メンバー。兵庫県出身。愛称は「さくちゃん」。スターダストプロモーション所属していた。

## 略歴
2008年
小学1年生の時に大阪市のユニバーサル・スタジオ・ジャパンでスターダストプロモーションにスカウトされ、芸能界に入る。
2012年
9月に、たこやきレインボーの結成に参加、結成メンバーとなる。
2014年
11月23日、日本青年館で行われた「なにわンダーランド2014」内で根岸と2人でユニット「道頓堀歌劇団（れんれん&さくちゃん）fromたこやきレインボー」を組み、ユニット曲「道子とクラリス〜感動の再会編〜」を披露した。
2016年
8月1日、GIRLS' FACTORY 16 Day3（国立代々木競技場第一体育館）より、ユニット「チームわたあめ（仮）」に、休養中であった安藤ゆずに代わり参加。
2017年
12月27日、大阪通天閣での干支の引き継ぎ式に、もうすぐ戌年ということで、愛犬のチェリーを連れて参加。
2018年
7月14日、Zepp Tokyoにて開催された「GIRLS' FACTORY NEXT DAY3」に、春名真依と出演。
7月28日、メットライフドームにて開催された「夏S 2018 ももクロトリビュート 〜みんなで10周年をお祝いしちゃうぞ！〜」で、美脚ユニット「KAMOSHIKA」に選出。ユニット曲「CatWalk」を披露した。
2019年
6月、セレッソ大阪のドラマ「セレッソ・25年目の恋 第1話『サクラという名の予備校生』」に予備校生役で主演。
2020年
2月6日 - 9日、舞台『キューティハニー Emotional』にアッシュハニー_zwei (ツヴァイ)役で出演。初の舞台出演を果たす。
3月26日、誕生日当日にライブ配信された「たこ虹セブン放課後ナイト特別編〜彩木咲良ナイト〜」を自らプロデュースする。
2021年
5月9日、たこやきレインボー全員卒業という形で解散、同日に予定していたラストライブはコロナの影響で延期。
6月、舞台「剣が君-残桜の舞-」に服部半蔵役で出演。
7月31日、延期されていたラストライブの開催で正式に活動終了。
12月、舞台「大阪環状線 大正駅」に笹森花絵 役で出演。
2022年
2月、舞台「ぼくらの七日間戦争」に堀場久美⼦ 役で出演。
4月27日 - 5月1日、舞台 宮崎理奈プロデュース vol.3『オフィスの国のアリス』に夏目仁愛 役で出演
5月4日、予定していた新規グループでの活動を断念することになったため、この日限りのたこやきレインボーの復活ライブで締めくった。
2023年
1月、舞台「リコリス・リコイル」に乙女サクラ 役で出演。
3月31日、スターダストプロモーションを退所
4月1日、公式Twitterを開設。
8月27日、京都someno kyotoにて「彩木咲良トークイベント2023〜さくらの時間〜」を開催。
9月、E-Stage Topiaプロデュース音楽朗読劇『パレード』に出演。
11月7日、神戸チキンジョージにて「彩木咲良ワンマンライブ2023〜BLACK CHERRY〜」を開催。

## 人物
たこやきレインボーのメンバー内で最も芸歴が長く、2008年（小学1年生の時）にスターダストプロモーションに所属した。
子供のころ、将来の夢は「1.ミュージカル女優、2.USJ（ユニバーサルスタジオジャパン）のダンサー、3.声優」であった。
実家では、チェリーという名前のチワワと複数羽のインコを飼っている。また、仕事でイグアナやコウモリに触れたり、プライベートでは一人で猫カフェに行くくらい、かなりの動物好きである。
大阪の魅力はと聞かれると「おばちゃんがアメくれるとこ！ 全員、友達って感じ。」と答え、また、なにわの魅力はと聞かれたら「フレンドリー、カラフル、賑やか…。あんまり上下関係がないというか、距離が近いかもしれません。老若男女みんな仲良しみたいな。」と答えるほど、地元大阪に親しみをもっている。
趣味は、ギター。ドラムにも挑戦している。ギターを始めたのは、たこやきレインボー結成後しばらくして、親にアコースティック・ギターを買ってもらったのきっかけであった。そして、2015年に自身の生誕祭において、YUIの「CHE.R.RY」という曲でギターの弾き語りを初披露した。その後、2017年にユニコーンのギタリスト手島いさむからアコースティックギターをもらい、本格的にギター向き合うことになった。仕事の合間に教室に通い、たこやきレインボーの楽曲「桜色ストライプ」を弾いた動画を観た手島いさむが「ここまで出来るなんてすごい」と褒めるほどに上達した。そして、ムック『Go!Go!GUITARプレゼンツ はじめてのアコギ2019』（2019年3月28日、ヤマハミュージックメディア）への掲載も果たしている。
音楽はロックバンドのユニコーンが好き。「なにわンダーたこ虹バンド」でユニコーンの手島いさむと川西幸一と共演したのをきっかけに興味を持ち、約90曲をダウンロード、CDのコレクションも増やしファンクラブにも入ったという。特に好きな曲は「すばらしい日々」。
高音厨音域テストが最後まで歌える程の歌唱力。
3rdアルバム「軟体的なボヤージュ」では、収録曲「SuperSpark」で、作詞を手掛けている。また、ネット生配信「たこ虹の家にいるTV #24」（2020年5月5日、YouTube ライブ）では、自身で作詞作曲した楽曲「一緒に帰ろう」を初披露（タイトルは5月29日に発表）した。
特技は動画編集、宝塚のエリザベートのセリフと歌の再現。
自室の机のそばに生写真を飾っているほどの「和牛 (お笑いコンビ)」のファンである。生写真は、なんばグランド花月（大阪市）のビルの１階にある「よしもとエンタメショップ」で買ったとのこと。レジに並んでいるときは、「私、なんで生写真なんか買おうとしてるんやろ……」と自分でツッコミんでいたそうであるが、買わずにいられなず、今では落ち込んだときとかに時折、眺めては、励ましてもらっているそうである。
UFOキャッチャー（クレーンゲーム）が得意で、たくさんとれた時にはメンバーにプレゼントしているという。本人は、いや、得意というより奇跡を起こせるのかもしれないと、自身のブログで語っている。

## たこやきレインボー関連
- キャッチフレーズは「元気咲裂！」、イメージカラーは、  ピンク（千日前ピンク）。
- ミュージカル担当[24]。

## 主要なライブ・イベント

### ライブ・イベント
- 彩木咲良トークイベント2023〜さくらの時間〜（2023年8月27日、京都someno kyoto）
- 彩木咲良ワンマンライブ2023〜BLACK CHERRY〜（2023年11月7日、神戸チキンジョージ）
  - バンドメンバー：間慎太郎（AG. Pf）、佐藤裕晃（Gt）、小出周正（Bs）、濱野亮介（Dr）

### 生誕祭
- 2013年3月20日、ヤマダ電機LABI1なんば 4階イベントスペース LABI Gateで行われた「たこやきレインボーイベント」の第2部にて、彩木咲良生誕祭～咲良サク～の巻を開催。
- 2014年3月21日、イオンモール伊丹エンターテイメントコートで行われたHMV presents『なにわのはにわ』レインボーツアー6にて、彩木咲良 生誕祭を開催。
- 2015年3月21日、大阪南港ATCで行われた「まいど！おおきに！元気売りの少女レインボーツアー」出陣式にて、彩木咲良の生誕祭を開催[25]。
- 2016年3月11日より、『彩木咲良14th生誕記念商品』として彩木咲良監修の小悪魔さくちゃんTシャツがネット販売された。
- 2017年3月20日、グランフロント大阪内のナレッジシアターにて、生誕祭「咲良さくら咲く15歳 cherry blossoms 〜AYAKI SAKURA〜」を開催。
- 2018年3月21日、大阪HMVグランフロント大阪にて彩木咲良生誕祭イベントを開催。テーマ【カッコ可愛く】であった。
- 2019年3月16日、大阪心斎橋のHMV&BOOKS SHINSAIBASHIにて、「彩木咲良生誕祭イベント（トークショー&特典会）」を開催。
- 2020年3月26日、毎日放送本社1階のMBSちゃやまちプラザにて生誕ライブ『たこ虹セブン放課後ナイト特別編〜彩木咲良ナイト〜』を開催。当初は、チケットが販売され完売もしていたが、新型コロナウイルスの影響でチケットは払い戻しになり、無観客ライブを開催、ネット生配信が行われた。
- 2021年3月25日 - 26日、23時から「彩木咲良生誕ホームパーティー」をYouTube生配信。
- 2023年3月21日、大阪MUSE BOXにて彩木咲良バースデートークイベントを開催。ゲストは堀くるみと春名真依。

## 出演

### 舞台
- キューティハニー Emotional（2020年2月6日 - 9日、池袋・サンシャイン劇場） - アッシュハニー_zwei (ツヴァイ)役で出演[26]。
  - 2月7日には、本編終了後に行われた「アフタートークショー」にもMCを務めた舞川みやこなどとともに参加した。
- 剣が君-残桜の舞-（2021年6月2日 - 6日、こくみん共済 coop ホール／スペース・ゼロ） - 服部半蔵役[1][27]
- 大阪環状線 大正駅編 〜愛のエイサー プロポーズ大作戦〜（2021年12月11日 - 25日、大阪松竹座） - 笹森花絵 役[28]
- ぼくらの七日間戦争 2022（2022年2月4日 - 6日、東京建物 Brillia HALL） - 堀場久美⼦ 役[29]
- 宮崎理奈プロデュース vol.3『オフィスの国のアリス』（2022年4月27日 - 5月1日、CBGK シブゲキ!!） - 夏目仁愛 役[30][31]
- リコリス・リコイル（2023年1月7日 - 15日、天王洲 銀河劇場） - 乙女サクラ 役[32]
  - 舞台「リコリス・リコイル」Life won't wait.（2024年6月7日 - 16日、シアターGロッソ）[33]
- E-Stage Topiaプロデュース音楽朗読劇『パレード』（2023年9月15日 - 17日、一心寺シアター倶楽）[34]
- STAR☆JACKS act#017「Born To Shine～Re:Boot～」（2023年12月14日 - 17日、ABCホール）[35] - 杉浦楓 役
- STAR☆JACKS & Cheeky☆Queens Special Act 2024「天保十二年のシェイクスピア」（2024年8月23日 - 26日、近鉄アート館）[36]

### テレビ
- バリバラ〜障害者情報バラエティー〜（NHK Eテレ）
  - 2019年7月4日、堀くるみ・清井咲希と出演
  - 2019年8月29日、ナレーターとして出演
- ももクロと行く！（2019年12月6日、BS日テレ）
- モノさん、おしえて（2019年12月20日：NHK総合 関西地域、2020年2月11日：NHK総合 全国放送） - 堀くるみと出演
- 関西モノ神様 ～たこ焼き～（2020年9月4日、NHK総合 関西地域） - 堀くるみと出演
- 関純子アナのゴーゴー体操（2021年11月6日・13日・20日・27日、関西テレビ）

### ネット配信
- セレッソ・25年目の恋 第1話「サクラという名の予備校生」[37]（2019年6月13日、YouTube セレッソ大阪オフィシャルチャンネル）に予備校生役で主演
- Listen with（2019年3月20日、KKBOX） - 堀くるみと出演

### ラジオ
- music×serendipity（2019年10月15日、LOVE FM） - 根岸可蓮・清井咲希と出演
- Hyper Night Program GOW!!（2019年10月15日、FM FUKUOKA） - 根岸可蓮・清井咲希と出演
- メゾン・ド・ミュージック〜ユニコーンてっしー・かわにしラジオ幸せ（2022年5月18日深夜、MBSラジオ）[38]

### イベント
- GIRLS' FACTORY 16 DAY3（2016年8月1日、国立代々木競技場第一体育館） - ユニット「チームわたあめ（仮）」（ももいろクローバーZの佐々木彩夏、私立恵比寿中学の星名美怜とのユニット）としても出演
- 坂崎幸之助のももいろフォーク村ちょいデラックス 第75夜「GIRLS’FOLKTORY17」（2017年8月14日、Zepp Tokyo） - ユニット「チームわたあめ」としても出演

### 書籍
- Graduation2017 中学卒業・TOKYO NEWS MOOK 604号（2017年3月2日、東京ニュース通信社）
- B.L.T. 2017年10月号（2017年8月24日、東京ニュース通信社）
- Go!Go! GUITAR 2019年2月号（2018年12月27日、ヤマハミュージックメディア） - あなたのギター見せてください!!
- Go!Go!GUITARプレゼンツ はじめてのアコギ2019（2019年3月28日、ヤマハミュージックメディア） - インタビュー&メイン講座 - ISBN 978-4636969368
- 広報伊丹「伊丹っ子たち」（2019年8月1日、伊丹市）[39]
- IDOL FILE Vol.17 90's FASHION（2019年11月1日、ロックスエンタテインメント） - 清井咲希と掲載
- VDC Magazine 018（2021年3月12日、Vocal & Dance Collection）[40]
- IDOL FILE Vol.21 Morning Routine（2021年4月9日、ロックスエンタテインメント）[41]

### 広告
- バーデと天然温泉 豊島園 庭の湯（2022年）[42]